# 中和 (唐)
中和（ちゅうわ）は、中国・唐代の皇帝僖宗の治世で用いられた。
881年7月 - 885年3月。

## 出来事
- 元年：僖宗が成都に蒙塵。
- 2年：朱温が唐に降伏、朱全忠の名を賜る。
- 3年：李克用によって長安を回復。
- 4年：黄巣の乱が平定される。

## 西暦・干支との対照表
| 中和 | 元年  | 2年   | 3年   | 4年   | 5年   |
| 西暦 | 881年 | 882年 | 883年 | 884年 | 885年 |
| 干支 | 辛丑  | 壬寅  | 癸卯  | 甲辰  | 乙巳  |